# John Arundel, 2. Baron Arundel

Wappen von John Arundel

John Arundel, 2. Baron Arundel (auch John FitzAlan oder John d’Arundel; * um 1364; † 14. August 1390) war ein englischer Adliger.
John Arundel entstammte der Familie FitzAlan und war der älteste Sohn von John Arundel, 1. Baron Arundel, der von 1377 bis zu seinem Tod 1379 Earl Marshal gewesen war, und von Eleanor Maltravers, 2. Baroness Maltravers. Nach dem Tod seines Vaters 1379 heiratete seine Mutter in zweiter Ehe Reynold Cobham. Von seinem Vater erbte er den Titel Baron Arundel, wobei unsicher ist, ob dieser Titel wirksam verliehen war. Auch als Heir apparent seiner Mutter, die Baroness aus eigenem Recht war, hatte John einen Anspruch, ins Parlament berufen zu werden. Er wurde jedoch nie ins Parlament berufen. 1383 diente er im englischen Heer in Schottland, 1388 diente er während einer englischen Seeexpedition.
Er heiratete Elizabeth Despenser, eine Tochter von Edward le Despenser, 1. Baron Despenser und von Elizabeth Burghersh. Mit ihr hatte er mindestens einen Sohn, John Arundel (1385–1421). Er wurde in Missenden Abbey in Buckinghamshire begraben. Nach seinem frühen Tod heiratete seine Witwe in zweiter Ehe William Zouche, 3. Baron Zouche of Haryngworth. Sein Sohn erbte 1415 nach dem Tod seines Cousins Thomas Fitzalan, 12. Earl of Arundel den Anspruch auf den Titel Earl of Arundel.